# Callejón de Rómulo
Callejón de Rómulo är en ort i Mexiko.   Den ligger i kommunen Santo Domingo Armenta och delstaten Oaxaca, i den sydöstra delen av landet, 400 km söder om huvudstaden Mexico City. Callejón de Rómulo ligger 11 meter över havet och antalet invånare är 494.
Terrängen runt Callejón de Rómulo är platt. Havet är nära Callejón de Rómulo söderut.  Närmaste större samhälle är Santo Domingo Armenta, 7,2 km norr om Callejón de Rómulo. Omgivningarna runt Callejón de Rómulo är en mosaik av jordbruksmark och naturlig växtlighet.